# Grand Prix-wegrace van Groot-Brittannië 1984
De Grand Prix-wegrace van Groot-Brittannië 1984 was de tiende Grand Prix van het wereldkampioenschap wegrace-seizoen 1984. De races werden verreden op 5 augustus 1984 op het Silverstone circuit nabij Silverstone (Northamptonshire). Tijdens deze Grand Prix werd de wereldtitel in de 125cc-klasse beslist.

## Algemeen
De Britse Grand Prix werd bezocht door 54.000 toeschouwers, die eigenlijk in alle klassen spannende races te zien kregen. Het ontbreken van Freddie Spencer (gebroken sleutelbeen) werd goedgemaakt door Randy Mamola, die de viercilinder Honda NSR 500 naar de eerste plaats reed. Manfred Herweh leek de 250cc-race te winnen tot hij in de voorlaatste bocht viel, Ángel Nieto verzekerde zich van zijn dertiende wereldtitel en Egbert Streuer/Bernard Schnieders leverden een flink gevecht met Rolf Biland/Kurt Waltisperg. De Britten hadden wellicht gehoopt op goede prestaties van Ron Haslam, Barry Sheene en Rob McElnea, maar de beste Britse prestatie werd geleverd door de jonge amateur Andy Watts, die met een grotendeels Britse machine (EMC met een Spondon-frame) bijna de 250cc-race won. Op de racedag was het droog, maar op de laatste trainingsdag had het hard geregend, waardoor de trainingstijden van vrijdag niet meer verbeterd konden worden. 

## 500cc-klasse

### De training
HRC had uitgerekend dat juist het circuit van Silverstone uitermate geschikt was voor de sterke Honda NSR 500 viercilinder, die tot dat moment alleen door Freddie Spencer ingezet was. Het was inmiddels duidelijk dat Spencer, die in Laguna Seca een sleutelbeen gebroken had, niet zou kunnen starten en ook niet kon deelnemen aan de Zweedse GP. Het was voor de andere HRC-rijders zaak om te voorkomen dat Eddie Lawson veel punten zou scoren, omdat de wereldtitelstrijd anders al beslist zou zijn voordat Spencer weer fit was. Daarom kregen Randy Mamola en Ron Haslam de opdracht en privérijder Raymond Roche het verzoek met de NSR 500 te trainen. Didier de Radiguès kreeg net als in de Belgische Grand Prix een driecilinder NS 500-fabrieksmotor voor zijn Chevallier-ELF-Honda. Yamaha had het gevaar gezien en machines klaar staan voor eerste rijder Eddie Lawson, maar ook voor Wayne Rainey en Tadahiko Taira en er ging zelfs een gerucht dat Kenny Roberts persoonlijk de belangen van Lawson zou komen verdedigen. Dit bleef allemaal achterwege nu Spencer niet kon starten. Lawson startte met Dunlop-diagonaalbanden, terwijl Michelin (en daarmee Honda) al radiaal-achterbanden had. Steeds meer Honda viercilinders kwamen uit de vrachtauto's, maar Randy Mamola, Raymond Roche en Ron Haslam moesten erg aan de machines wennen. Raymond Roche had met zijn eigen Honda RS 500 R met een fabrieks-NS 500 driecilinder in het frame al een snelle ronde gereden. Met de viercilinder NSR 500 viel hij in Abbey Curve, maar hij bracht de machine rijdend terug naar de pit. Toch kon hij de tijd met de driecilinder niet verbeteren. Dat kon trouwens niemand, zodat Roche vanaf poleposition mocht starten. De tests met de viercilinder kostten veel tijd, waardoor ook de andere Honda-rijders problemen kregen. Uiteindelijk reed Haslam slechts de vijfde tijd en Mamola de vierde. Didier de Radiguès stond met een driecilinder op de tweede startplaats. Eddie Lawson nam genoegen met de derde tijd. Voor de race koos alleen Randy Mamola voor de viercilinder-Honda. 

#### Trainingstijden
| Pos | Coureur            | Merk                     | Tijd    |
| --- | ------------------ | ------------------------ | ------- |
| 1.  | Raymond Roche      | HRC-Honda                | 1"28'80 |
| 2.  | Didier de Radiguès | Chevallier-ELF-HRC-Honda | 1"29'90 |
| 3.  | Eddie Lawson       | Marlboro-Yamaha          | 1"29'71 |
| 4.  | Randy Mamola       | HRC-Honda                | 1"29'91 |
| 5.  | Ron Haslam         | HRC-Honda                | 1"30'41 |
| 6.  | Virginio Ferrari   | Marlboro-Yamaha          | 1"30'97 |
| 7.  | Barry Sheene       | Heron-Harris-Suzuki      | 1"31'48 |
| 8.  | Paul Lewis         | Suzuki                   | 1"31'48 |
| 9.  | Boet van Dulmen    | Bakker-Suzuki            | 1"31'85 |
| 10. | Franco Uncini      | HB-Gallina-Suzuki        | 1"31'88 |

### De race

#### Verdeling Honda-motoren
(gekleurde achtergrond: officieel HRC-Honda-fabriekscoureur)
| Coureur            | Frame                      | Motor                      | Banden   |
| ------------------ | -------------------------- | -------------------------- | -------- |
| Randy Mamola       | Fabrieks-HRC-Honda NSR 500 | Fabrieks-HRC-Honda NSR 500 | Michelin |
| Ron Haslam         | Fabrieks-HRC-Honda NS 500  | Fabrieks-HRC-Honda NS 500  | Michelin |
| Takazumi Katayama  | Fabrieks-HRC-Honda NS 500  | Fabrieks-HRC-Honda NS 500  | Michelin |
| Raymond Roche      | Fabrieks-HRC-Honda NS 500  | Fabrieks-HRC-Honda NS 500  | Michelin |
| Wayne Gardner      | Productie-Honda RS 500 R   | Fabrieks-HRC-Honda NS 500  | Dunlop   |
| Didier de Radiguès | Fabrieks-Chevallier        | Fabrieks-HRC-Honda NS 500  | Dunlop   |

Dat Raymond Roche tijdens de 8 uur van Suzuka een rib gebroken had belette hem niet vanaf poleposition te starten. "Rocket" Ron Haslam deed zijn bijnaam eer aan door - zoals zo vaak -  een bliksemstart te maken, in eerste instantie gevolgd door Barry Sheene, die echter al snel werd gepasseerd door Didier de Radiguès. In de derde ronde kwam de groep met Randy Mamola, Eddie Lawson, Raymond Roche en Barry Sheene dichter bij de beide kopmannen. In de negende ronde kwamen Mamola, Lawson, Haslam en De Radiguès aan de leiding en zij lieten de rest achter zich, met uitzondering van Roche, die in die ronde uitviel. Een grote groep achterblijvers brak het viertal in tweeën: Mamola en Lawson vechtend om de leiding, Haslam en De Radiguès om de derde plaats. In de voorlaatste ronde moest Lawson afhaken en Mamola won. Haslam hoefde De Radiguès niet te verslaan want die viel in de laatste ronde uit door een gebroken ketting.

#### Uitslag 500cc-klasse
| Pos | Coureur            | Merk                 | Tijd      | Grid | Punten |
| --- | ------------------ | -------------------- | --------- | ---- | ------ |
| 1   | Randy Mamola       | HRC-Honda            | 42"18'64  | 4    | 15     |
| 2   | Eddie Lawson       | Marlboro-Yamaha      | 42"21'09  | 3    | 12     |
| 3   | Ron Haslam         | HRC-Honda            | 42"36'90  | 5    | 10     |
| 4   | Virginio Ferrari   | Marlboro-Yamaha      | 42"54'55  | 6    | 8      |
| 5   | Barry Sheene       | Heron-Harris-Suzuki  | 42"55'11  | 7    | 6      |
| 6   | Wayne Gardner      | Honda                | 43"07'89  | 13   | 5      |
| 7   | Rob McElnea        | Heron-Suzuki         | 43"28'42  | 12   | 4      |
| 8   | Takazumi Katayama  | HRC-Honda            | 43"28'45  | 19   | 3      |
| 9   | Roger Marshall     | Honda                | 43"28'58  | 14   | 2      |
| 10  | Christian Le Liard | Chevallier-ELF-Honda | 43"32'96  | 22   | 1      |
| 11  | Franco Uncini      | HB-Gallina-Suzuki    | 43"33'19  | 10   |        |
| 12  | Reinhold Roth      | Fath-Honda           | 43"43'78  | 15   |        |
| 13  | Keith Huewen       | Suzuki               | 43"48'94  | 29   |        |
| 14  | Mark Salle         | Suzuki               | 43"49'06  | 25   |        |
| 15  | Paul Iddon         | Suzuki               | 43"49'36  | 28   |        |
| 16  | Steve Parrish      | Yamaha               | 43"50'89  | 18   |        |
| 17  | Mick Grant         | Suzuki               | +1 ronde  | 17   |        |
| 18  | Fabio Biliotti     | Honda                | +1 ronde  | 21   |        |
| 19  | Boet van Dulmen    | Bakker-Suzuki        | +1 ronde  | 9    |        |
| 20  | Trevor Nation      | Suzuki               | +1 ronde  | 37   |        |
| 21  | Graham Wood        | Yamaha               | +1 ronde  | 26   |        |
| 22  | Simon Buckmaster   | Suzuki               | +1 ronde  | 35   |        |
| 23  | Rob Punt           | Suzuki               | +1 ronde  | 36   |        |
| 24  | Mile Pajic         | SNRT-Honda           | +1 ronde  | 42   |        |
| 25  | Massimo Broccoli   | Honda                | +1 ronde  | 38   |        |
| 26  | Louis-Luc Maisto   | Honda                | +2 ronden | 43   |        |
| 27  | Paolo Ferretti     | Suzuki               | +2 ronden | 40   |        |
| 28  | Christoph Bürki    | Suzuki               | +2 ronden | 39   |        |
| 29  | Lorenzo Ghiselli   | Suzuki               | +2 ronden | 33   |        |
| 30  | Alan Irwin         | Suzuki               | +6 ronden | 41   |        |

#### Niet gestart
| Coureur       | Merk   | Oorzaak  |
| ------------- | ------ | -------- |
| Hervé Moineau | Cagiva | Blessure |

#### Niet gefinisht
| Coureur             | Merk                     | Oorzaak     | Grid |
| ------------------- | ------------------------ | ----------- | ---- |
| Didier de Radiguès  | Chevallier-ELF-HRC-Honda | Ketting     | 2    |
| David Griffith      | Suzuki                   |             | 34   |
| Paul Lewis          | Suzuki                   | Val         | 8    |
| Wolfgang von Muralt | Suzuki                   |             | 16   |
| Klaus Klein         | Suzuki                   |             | 23   |
| Gary Lingham        | Suzuki                   |             | 31   |
| Leandro Becheroni   | Suzuki                   | Val         | 11   |
| Henk van der Mark   | SNRT-Honda               | Ontsteking  | 32   |
| Raymond Roche       | HRC-Honda                | Aandrijving | 1    |
| Sergio Pellandini   | HB-Gallina-Suzuki        |             | 20   |
| Roger Burnett       | Suzuki                   |             | 30   |
| Joey Dunlop         | Honda                    |             | 24   |

#### Niet deelgenomen
| Coureur           | Merk      | Oorzaak  |
| ----------------- | --------- | -------- |
| Freddie Spencer   | HRC-Honda | Blessure |
| Chris Guy         | Honda     | Gestopt  |
| Tadahiko Taira    | Yamaha    |          |
| Massimo Broccoli  | Honda     |          |
| Eero Hyvärinen    | Suzuki    |          |
| Brett Hudson      | Yamaha    |          |
| Gustav Reiner     | Honda     | Blessure |
| Marco Lucchinelli | Cagiva    |          |

### Top tien tussenstand 500cc-klasse
| Pos. | Coureur            | Merk                                            | Ptn. |
| ---- | ------------------ | ----------------------------------------------- | ---- |
| 1    | Eddie Lawson       | Marlboro-Yamaha                                 | 119  |
| 2    | Randy Mamola       | HRC-Honda                                       | 96   |
| 3    | Freddie Spencer    | HRC-Honda                                       | 87   |
| 4    | Raymond Roche      | HRC-Honda / Honda                               | 75   |
| 5    | Ron Haslam         | HRC-Honda                                       | 67   |
| 6    | Barry Sheene       | Heron-Harris-Suzuki                             | 34   |
| 7    | Wayne Gardner      | Honda / HRC-Honda                               | 23   |
| 8    | Boet van Dulmen    | Bakker-Suzuki                                   | 19   |
| 8    | Didier de Radiguès | Chevallier-ELF-Honda / Chevallier-ELF-HRC-Honda | 18   |
| 10   | Virginio Ferrari   | Marlboro-Yamaha                                 | 17   |

## 250cc-klasse

### De training
De spanning was in de 250cc-klasse nog steeds te snijden. Jean-François Baldé was precies een seconde trager dan Manfred Herweh, maar tussen Baldé en de vijftiende tijd van Stéphane Mertens zat ook maar een seconde. De snelheid van Herweh deed het ergste vrezen voor de race, maar Baldé hoopte eindelijk eens een goed resultaat te behalen voor Pernod. 

#### Trainingstijden
| Pos | Coureur             | Merk                    | Tijd    |
| --- | ------------------- | ----------------------- | ------- |
| 1.  | Manfred Herweh      | Bakker-Real-Rotax       | 1"33'26 |
| 2.  | Jean-François Baldé | Pernod                  | 1"34'26 |
| 3.  | Christian Sarron    | Sonauto-Yamaha          | 1"34'31 |
| 4.  | Carlos Lavado       | Venemotos-Yamaha        | 1"34'34 |
| 5.  | Martin Wimmer       | Yamaha                  | 1"34'40 |
| 6.  | Carlos Cardús       | JJ Cobas-Rotax          | 1"34'45 |
| 7.  | Sito Pons           | JJ Cobas-Rotax          | 1"34'54 |
| 8.  | Guy Bertin          | MBA                     | 1"34'59 |
| 9.  | Alan Carter         | Roberts-Marlboro-Yamaha | 1"34'66 |
| 10. | Harald Eckl         | Rotax                   | 1"34'67 |

### De race
Manfred Herweh had niets aan zijn poleposition toen hij in plaats van een duwstart een stepstart, zittend op de machine maakte. Hij was als voorlaatste weg, terwijl Andy Watts met zijn EMC met Spondon-frame even de leiding nam. Die werd binnen enkele honderden meters overgenomen door Carlos Lavado. In de vijfde ronde maakte Watts een klein foutje dat hem terugwierp in de achtervolgende groep, maar op hetzelfde moment verscheen Herweh aan het achterwiel van Lavado en hij nam meteen de leiding over. De achtervolgers (o.a. Martin Wimmer, Sito Pons, Toni Mang, Thierry Espié, Jean-François Baldé en Christian Sarron) slokten Lavado op, maar Herweh ging er alleen vandoor. De gevechten in de achtervolgende groep zorgden ervoor dat Herweh weg kon lopen, maar toen Sarron het heft in handen nam werd het gat weer gedicht. Herweh bleef in de groep van acht hangen tot de laatste ronde, toen hij met gemak weer weg leek te lopen. Hij keek regelmatig om en zag het gat groter worden, maar in de voorlaatste bocht (Abbey) schoof zijn voorwiel weg en viel hij. Nu volgde een spectaculaire finish met Sarron als eerste, Watts tweede en Lavado derde. 

#### Uitslag 250cc-klasse
| Pos | Coureur                | Merk                     | Tijd     | Grid | Punten |
| --- | ---------------------- | ------------------------ | -------- | ---- | ------ |
| 1   | Christian Sarron       | Sonauto-Yamaha           | 38"03'90 | 3    | 15     |
| 2   | Andy Watts             | EMC-Rotax                | 38"04'14 | 11   | 12     |
| 3   | Carlos Lavado          | Venemotos-Yamaha         | 38"04'37 | 4    | 10     |
| 4   | Jean-François Baldé    | Pernod                   | 38"04'54 | 2    | 8      |
| 5   | Martin Wimmer          | Yamaha                   | 38"04'64 | 5    | 6      |
| 6   | Sito Pons              | JJ Cobas-Rotax           | 38"04'65 | 7    | 5      |
| 7   | Harald Eckl            | Rotax                    | 38"15'76 | 10   | 4      |
| 8   | Jean-Michel Mattioli   | Sonauto-Yamaha           | 38"16'01 | 21   | 3      |
| 9   | Jacques Cornu          | Bakker-Parisienne-Yamaha | 38"28'67 | 18   | 2      |
| 10  | Teruo Fukuda           | Yamaha                   | 38"28'70 | 14   | 1      |
| 11  | Toni Mang              | HB-Yamaha                | 38"28'88 | 16   |        |
| 12  | Herbert Besendörfer    | Yamaha                   | 38"28'89 | 12   |        |
| 13  | Jacques Bolle          | Pernod                   | 38"30'85 | 29   |        |
| 14  | Wayne Rainey           | Roberts-Marlboro-Yamaha  | 38"31'38 | 19   |        |
| 15  | Donnie McLeod          | Yamaha                   | 38"45'90 | 32   |        |
| 16  | Thierry Rapicault      | Yamaha                   | 39"00'45 | 24   |        |
| 17  | Karl-Thomas Grässel    | Fath-Yamaha              | 39"01'16 | 25   |        |
| 18  | Siegfried Minich       | Yamaha                   | 39"01'23 | 28   |        |
| 19  | Patrick Fernandez      | Yamaha                   | 39"04'62 | 27   |        |
| 20  | Paul Tinkler           | Yamaha                   | 39"11'98 | 39   |        |
| 21  | René Delaby            | Yamaha                   | 39"28'28 | 42   |        |
| 22  | Graeme McGregor        | EMC-Rotax                | 39"32'95 | 34   |        |
| 23  | Bruno Lüscher          | Yamaha                   | 39"32'96 | 35   |        |
| 24  | Jean-Louis Guignabodet | Yamaha                   | 39"33'18 | 41   |        |
| 25  | Graham Young           | Rotax                    | +1 ronde | 33   |        |
| 26  | Gary Noël              | EMC-Rotax                | +1 ronde | 37   |        |
| 27  | Manfred Obinger        | Yamaha                   | +1 ronde | 40   |        |
| 28  | Niall Mackenzie        | Armstrong-Rotax          | +1 ronde | 26   |        |

#### Niet gefinisht
| Coureur          | Merk                    | Oorzaak | Grid |
| ---------------- | ----------------------- | ------- | ---- |
| Manfred Herweh   | Bakker-Real-Rotax       | Val     | 1    |
| Guy Bertin       | MBA                     |         | 8    |
| Alan Carter      | Roberts-Marlboro-Yamaha |         | 9    |
| Richard Hubin    | Yamaha                  |         | 13   |
| Stéphane Mertens | Yamaha                  | Val     | 15   |
| Thierry Espié    | Chevallier-Yamaha       | Motor   | 17   |
| Roland Freymond  | Honda                   |         | 20   |
| Carlos Cardús    | JJ Cobas-Rotax          | Motor   | 6    |
| August Auinger   | MBA                     |         | 22   |
| Tony Head        | Rotax                   |         |      |
| Peter Hubbard    | Rotax                   |         |      |
| Iván Palazzese   | Venemotos-Yamaha        |         |      |

#### Niet gekwalificeerd
| Coureur        | Merk     | Oorzaak |
| -------------- | -------- | ------- |
| Fausto Ricci   | Yamaha   |         |
| Loris Reggiani | Kawasaki |         |
| Mar Schouten   | Yamaha   |         |

#### Niet deelgenomen
| Coureur         | Merk   |
| --------------- | ------ |
| Mario Rademeyer | Yamaha |

### Top tien tussenstand 250cc-klasse
| Pos. | Coureur             | Merk                     | Ptn. |
| ---- | ------------------- | ------------------------ | ---- |
| 1    | Christian Sarron    | Sonauto-Yamaha           | 97   |
| 2    | Manfred Herweh      | Bakker-Real-Rotax        | 70   |
| 3    | Carlos Lavado       | Venemotos-Yamaha         | 61   |
| 4    | Toni Mang           | HB-Yamaha                | 58   |
| 4    | Sito Pons           | JJ Cobas-Rotax           | 58   |
| 6    | Jacques Cornu       | Bakker-Parisienne-Yamaha | 40   |
| 7    | Martin Wimmer       | Yamaha                   | 39   |
| 8    | Wayne Rainey        | Roberts-Marlboro-Yamaha  | 29   |
| 9    | Guy Bertin          | MBA                      | 20   |
| 9    | Jean-François Baldé | Pernod                   | 20   |

## 125cc-klasse

### De training
Opmerkelijk genoeg stond de snelste Garelli met Eugenio Lazzarini slechts op de vijfde startplaats, terwijl het merk toch op het punt stond de wereldtitel binnen te halen. Dat Ángel Nieto niet hoog stond was normaal: hij was in de races zo snel dat hij niet veel aandacht besteedde aan de startpositie. Fausto Gresini, de beoogde opvolger van Lazzarini, werd slechts tiende. Daardoor stonden de MBA's van Bruno Kneubühler, August Auinger, Jean-Claude Selini en Henk van Kessel op de eerste vier startplaatsen. 

#### Trainingstijden
| Pos | Coureur            | Merk       | Tijd    |
| --- | ------------------ | ---------- | ------- |
| 1.  | Bruno Kneubühler   | MBA        | 1"39'54 |
| 2.  | August Auinger     | Bartol-MBA | 1"39'57 |
| 3.  | Jean-Claude Selini | MBA        | 1"39'99 |
| 4.  | Henk van Kessel    | MBA        | 1"40'32 |
| 5.  | Eugenio Lazzarini  | Garelli    | 1"40'46 |
| 6.  | Maurizio Vitali    | MBA        | 1"40'61 |
| 7.  | Ángel Nieto        | Garelli    | 1"40'67 |
| 8.  | Stefano Caracchi   | MBA        | 1"41'01 |
| 9.  | Hans Müller        | MBA        | 1"41'10 |
| 10. | Fausto Gresini     | Garelli    | 1"41'25 |

### De race
Er ontstond nogal wat consternatie na de opwarmronde van de 125cc-klasse toen Ángel Nieto met een afgebroken clip-on op de grid terugkeerde. Wedstrijdleider Vernon Cooper probeerde nog het "drie minuten"-bord te tonen, maar de rijders vonden dat de start moest worden uitgesteld om het stuur van Nieto te repareren. Nieto had het vaak voor hen opgenomen als er problemen met organisatoren waren geweest en ook het publiek wilde de twaalfvoudig wereldkampioen aan het werk zien. Veteraan Chas Mortimer overtuigde Cooper en de start werd dus een kwartier uitgesteld. Fausto Gresini had de beste start, maar op Farm Straight stelde August Auinger orde op zaken en hij reed lang aan de leiding van de race. Achter hem vond voor de zoveelste keer de "Nieto-show" plaats; Ángel Nieto die met veel handgebaren probeerde orders te geven aan Fausto Gresini. Terwijl Nieto aansluiting zocht met Auinger droeg hij Gresini op in zijn slipstream te blijven, zodat ze samen naar voren gingen. Na een paar ronden vond ook Eugenio Lazzarini aansluiting, zodat er een viermans kopgroep ontstond. Gresini mocht even op de tweede plaats rijden, maar toen hij het achterwiel van Auinger niet kon bereiken nam Nieto het weer over en binnen een halve ronde hing de Garelli-trein weer achter Auinger. Een achterblijver gaf Auinger opnieuw een kleine voorsprong en dit keer kon alleen Nieto het gat weer dichtrijden. Auinger bezweek onder de druk en kwam halverwege de race ten val, maar de steeds omkijkende Nieto miste plotseling ook Lazzarini, die met een kapotte ontsteking was uitgevallen. Vanaf dat moment had Nieto aan de tweede plaats genoeg om voor de dertiende keer wereldkampioen te worden, maar zijn werk als regisseur was nog niet voorbij. Nog steeds gaf hij tekens aan Gresini, want hij zag een achtervolgend duo naderen: Jean-Claude Selini en Bruno Kneubühler. Nieto moest zelf uit hun greep blijven en liet Gresini achter. Die werd inderdaad ingerekend, maar hij werd achter Selini nog wel derde. Nieto was nu definitief wereldkampioen 125 cc. 

#### Uitslag 125cc-klasse
| Pos | Coureur            | Merk    | Tijd     | Grid | Punten |
| --- | ------------------ | ------- | -------- | ---- | ------ |
| 1   | Ángel Nieto        | Garelli | 33"43'58 | 7    | 15     |
| 2   | Jean-Claude Selini | MBA     | 33"49'21 | 3    | 12     |
| 3   | Fausto Gresini     | Garelli | 33"49'51 | 10   | 10     |
| 4   | Bruno Kneubühler   | MBA     | 33"49'69 | 1    | 8      |
| 5   | Maurizio Vitali    | MBA     | 34"07'13 | 6    | 6      |
| 6   | Luca Cadalora      | MBA     | 34"07'28 | 30   | 5      |
| 7   | Olivier Liegeois   | MBA     | 34"07'43 | 12   | 4      |
| 8   | Stefano Caracchi   | MBA     | 34"22'41 | 8    | 3      |
| 9   | Johnny Wickström   | MBA     | 34"23'52 | 17   | 2      |
| 10  | Jacky Hutteau      | MBA     | 34"42'11 | 18   | 1      |
| 11  | Anton Straver      | MBA     | 34"50'85 | 16   |        |
| 12  | Ezio Gianola       | MBA     | 34"59'99 | 13   |        |
| 13  | Domenico Brigaglia | MBA     | 34"59'99 | 20   |        |
| 14  | Mike Leitner       | MBA     | 35"17'40 | 24   |        |
| 15  | Willi Hupperich    | Seel    | 35"24'25 | 23   |        |
| 16  | Alois Pavlic       | MBA     | 35"27'04 | 26   |        |
| 17  | Tony Smith         | Casal   | +1 ronde | 25   |        |
| 18  | Helmut Lichtenberg | MBA     | +1 ronde | 27   |        |
| 19  | Thomas Pedersen    | MBA     | +1 ronde | 29   |        |
| 20  | Giuseppe Ascareggi | MBA     | +1 ronde | 32   |        |
| 21  | Ian McConnachie    | Arfryn  | +1 ronde | 31   |        |
| 22  | Peter Sommer       | MBA     | +1 ronde | 33   |        |
| 23  | Doug Flather       | MBA     | +1 ronde | 34   |        |
| 24  | Robert Hmeljak     | MBA     | +1 ronde | 36   |        |
| 25  | Steve Mason        | MBA     | +1 ronde | 37   |        |

#### Niet gefinisht
| Coureur           | Merk    | Oorzaak    | Grid |
| ----------------- | ------- | ---------- | ---- |
| Henk van Kessel   | MBA     | Val        | 4    |
| Eugenio Lazzarini | Garelli | Ontsteking | 5    |
| Hans Müller       | MBA     |            | 9    |
| Willy Pérez       | MBA     |            | 11   |
| Alex Bedford      | MBA     |            | 14   |
| Lucio Pietroniro  | MBA     | Val        | 15   |
| Peter Balaz       | MBA     |            | 19   |
| Robin Appleyard   | MBA     |            | 21   |
| Neil Robinson     | MBA     |            | 22   |
| Beat Sidler       | MBA     |            | 28   |
| Jacques Grandjean | MBA     |            | 35   |
| August Auinger    | MBA     | Val        | 2    |

#### Niet deelgenomen
| Coureur        | Merk   | Oorzaak        |
| -------------- | ------ | -------------- |
| Hubert Abold   | MBA    | Geen 80cc-race |
| Hakan Olsson   | Starol |                |
| Gerhard Waibel | MBA    | Geen 80cc-race |

### Top tien tussenstand 125cc-klasse
| Pos. | Coureur                      | Merk        | Ptn. |
| ---- | ---------------------------- | ----------- | ---- |
| 1    | Ángel Nieto (wereldkampioen) | Garelli     | 90   |
| 2    | Eugenio Lazzarini            | Garelli     | 56   |
| 3    | Jean-Claude Selini           | MBA         | 33   |
| 4    | Hans Müller                  | MBA         | 27   |
| 4    | Bruno Kneubühler             | MBA         | 27   |
| 6    | Fausto Gresini               | MBA/Garelli | 26   |
| 7    | Stefano Caracchi             | MBA         | 25   |
| 8    | Luca Cadalora                | MBA         | 23   |
| 9    | Maurizio Vitali              | MBA         | 22   |
| 10   | August Auinger               | Bartol-MBA  | 21   |

## Zijspanklasse

### De training
Egbert Streuer was een fractie langzamer dan Rolf Biland, maar dat was van geen belang. Biland speelde in het wereldkampioenschap geen rol meer en Streuer was bijna een seconde sneller dan zijn naaste concurrent Alain Michel en 2½ seconde sneller dan Werner Schwärzel. Die laatste had zijn motor dan ook niet zozeer op snelheid als op betrouwbaarheid afgesteld. Die betrouwbaarheid had hem in het seizoen 1982 de wereldtitel opgeleverd en in dit seizoen was hij ook nog niet uitgevallen. Zonder een enkele race te winnen stond hij slechts twee punten achter Streuer. 

#### Trainingstijden
| Pos | Coureur          | Bakkenist          | Merk               | Tijd    |
| --- | ---------------- | ------------------ | ------------------ | ------- |
| 1.  | Rolf Biland      | Kurt Waltisperg    | Krauser-LCR-Yamaha | 1"32'40 |
| 2.  | Egbert Streuer   | Bernard Schnieders | LCR-Yamaha         | 1"32'57 |
| 3.  | Alain Michel     | Jean-Michel Fresc  | Krauser-LCR-Yamaha | 1"33.45 |
| 4.  | Steve Webster    | Tony Hewitt        | LCR-Yamaha         | 1"33'83 |
| 5.  | Mick Barton      | Simon Birchall     | LCR-Yamaha         | 1"33'99 |
| 6.  | Werner Schwärzel | Andreas Huber      | Krauser-LCR-Yamaha | 1"34'12 |
| 7.  | Derek Jones      | Brian Ayres        | LCR-Yamaha         | 1"34'66 |
| 8.  | Alfred Zurbrügg  | Martin Zurbrügg    | LCR-Yamaha         | 1"34'82 |
| 9.  | Derek Bayley     | Brian Nixon        | LCR-Yamaha         | 1"35'48 |
| 10. | Masato Kumano    | Helmut Diehl       | LCR-Yamaha         | 1"35'56 |

### De race
Vanaf de tweede startrij had Werner Schwärzel de snelste start, maar ook de combinatie Mick Barton/Simon Birchall kwam goed weg en ging zelfs even aan de leiding. Uiteindelijk viel Barton terug doordat een Big-endlager uitgelopen was, tot opluchting van Bernard Schnieders, die niet gediend was van het gevaarlijke rijden van Barton. Halverwege de race bestond de kopgroep uit de vechtende combinaties Egbert Streuer/Bernard Schnieders en Rolf Biland/Kurt Waltisperg. Schwärzel/Andreas Huber konden het tempo nog volgen omdat ze niet aan het gevecht deelnamen, maar moesten uiteindelijk toch afhaken. Nu volgde een gevecht waarbij Streuer en Biland elkaar tientallen malen inhaalden, maar de machine van Streuer had een voordeel in snelle rechter bochten. Het circuit kende vijf van dergelijke bochten, terwijl de drie linker bochten (Maggotts, Chapel en Abbey) tamelijk flauw waren. Vooral in de scherpe rechterknik Becketts was goed te zien dat Biland's combinatie veel verder naar buiten liep. Toch bleef Biland dichtbij en drie ronden voor het einde passeerde hij Streuer bij het ingaan van de laatste bocht (Woodcote). Streuer pakte de eerste plaats terug, maar was de voorlaatste ronde liever als tweede ingegaan om in Woodcote dezelfde manoeuvre uit te voeren. Dat ging echter niet op: Biland kon Streuer eenvoudig niet meer passeren en Streuer won met 0,3 seconde voorsprong. Dit was de eerste keer dat Streuer Biland in een rechtstreeks duel versloeg, maar belangrijker was dat hij weer enkele punten uitliep op Werner Schwärzel. Alain Michel had de verkeerde banden gekozen en werd vierde, geholpen door het feit dat Steve Webster/Tony Hewitt en Steve Abbott/Shaun Smith uitvielen. 

#### Uitslag Zijspanklasse
| Pos | Coureur          | Bakkenist          | Merk               | Tijd      | Grid | Punten |
| --- | ---------------- | ------------------ | ------------------ | --------- | ---- | ------ |
| 1   | Egbert Streuer   | Bernard Schnieders | LCR-Yamaha         | 31"10'21  | 2    | 15     |
| 2   | Rolf Biland      | Kurt Waltisperg    | Krauser-LCR-Yamaha | 31"10'55  | 1    | 12     |
| 3   | Werner Schwärzel | Andreas Huber      | Krauser-LCR-Yamaha | 31"19'61  | 6    | 10     |
| 4   | Alain Michel     | Jean-Marc Fresc    | Krauser-LCR-Yamaha | 31"57'26  | 3    | 8      |
| 5   | Derek Jones      | Brian Ayres        | LCR-Yamaha         | 31"59'10  | 7    | 6      |
| 6   | Masato Kumano    | Helmut Diehl       | LCR-Yamaha         | 32"10'77  | 10   | 5      |
| 7   | Rolf Steinhausen | Wolfgang Kalauch   | Busch-Yamaha       | 32"12'95  |      | 4      |
| 8   | Mick Boddice     | Chas Birks         | LCR-Yamaha         | 32"28'44  |      | 3      |
| 9   | Theo van Kempen  | Geral de Haas      | LCR-Yamaha         | 35"35'16  |      | 2      |
| 10  | René Progin      | Yvan Hunziker      | Seymaz-Yamaha      | 33"19'37  |      | 1      |
| 11  | Alfred Zurbrügg  | Martin Zurbrügg    | LCR-Yamaha         | +1 ronde  | 8    |        |
| 12  | Drew             | Gadsen             | Onbekend           | +1 ronde  |      |        |
| 13  | Pascal Faivre    | Roger Gloor        | Yamaha             | +1 ronde  |      |        |
| 14  | Dennis Bingham   | Julia Bingham      | LCR-Yamaha         | +1 ronde  |      |        |
| 15  | Evans            | Wilbraham          | Onbekend           | +4 ronden |      |        |

#### Niet gefinisht
| Coureur        | Bakkenist              | Merk            | Oorzaak   | Grid |
| -------------- | ---------------------- | --------------- | --------- | ---- |
| Steve Webster  | Tony Hewitt            | LCR-Yamaha      | Vastloper | 4    |
| Steve Abbott   | Shaun Smith            | Windle-Yamaha\| | Big-end   |      |
| Mick Barton    | Simon Birchall         | LCR-Yamaha      | Big-end   | 5    |
| Graham Gleeson | Kurt Rothenbühler      | Windle-Yamaha   |           |      |
| Markus Egloff  | Urs Egloff             | LCR-Yamaha      | Ongeval   |      |
| Derek Bayley   | Brian Nixon            | LCR-Yamaha      |           | 9    |
| Hein van Drie  | Iain Colquhoun         | LCR-Yamaha      | Ongeval   | 18   |
| Jos Modder     | Martin van 't Klooster | LCR-Yamaha      | Motor     | 30   |

### Top tien tussenstand zijspanklasse
| Pos. | Coureur          | Bakkenist          | Merk               | Ptn. |
| ---- | ---------------- | ------------------ | ------------------ | ---- |
| 1    | Egbert Streuer   | Bernard Schnieders | LCR-Yamaha         | 67   |
| 2    | Werner Schwärzel | Andreas Huber      | Krauser-LCR-Yamaha | 60   |
| 3    | Alain Michel     | Jean-Marc Fresc    | Krauser-LCR-Yamaha | 55   |
| 4    | Rolf Biland      | Kurt Waltisperg    | Krauser-LCR-Yamaha | 42   |
| 5    | Masato Kumano    | Helmut Diehl       | LCR-Yamaha         | 30   |
| 6    | Derek Jones      | Brian Ayres        | LCR-Yamaha         | 26   |
| 7    | Steve Abbott     | Shaun Smith        | Windle-Yamaha      | 25   |
| 8    | Markus Egloff    | Urs Egloff         | LCR-Yamaha         | 12   |
| 8    | Theo van Kempen  | Geral de Haas      | LCR-Yamaha         | 12   |
| 10   | Steve Webster    | Tony Hewitt        | LCR-Yamaha         | 11   |

## Trivia
Vlaggeninstructie
Wedstrijdleider Vernon Cooper liet alle coureurs voor aanvang van de trainingen een formulier invullen met de betekenis van de wedstrijdvlaggen. Tijdens de Britse Grand Prix van 1983 waren de Amerikanen Kenny Roberts, Randy Mamola, Freddie Spencer en Eddie Lawson doorgereden na het ongeval waarbij Norman Brown en Peter Huber verongelukten. De race zou niet zijn afgevlagd en Cooper werd zelfs verweten dat hij te oud zou zijn voor deze verantwoordelijke functie. Feit was echter dat de olievlag en de gele vlag gekruist werden getoond, waarop Barry Sheene onmiddellijk de pit in reed, want hij wist dat de betekenis hiervan overeenkwam met een rode vlag. De Amerikanen en de pers die Cooper fouten hadden verweten kenden zelf de regels dus niet.  
Inbraak
Egbert Streuer en Bernard Schnieders verspeelden een trainingsdag toen ze een dag moesten doorbrengen bij de Nederlandse Ambassade in Londen en de Britse politie. Toen ze in de buurt van Tower Bridge waren gaan eten bleek de voorruit van hun busje ingeslagen en alle paspoorten, rijbewijzen, carnets en enkele duizenden guldens gestolen. 
Andy Watts
Andy Watts werkte bij het Frigoscandia vriesveembedrijf in zijn woonplaats King's Lynn. Hij reed de Britse Grand Prix om sponsors te interesseren voor een volledig GP-seizoen in 1985, maar niet veel mensen hadden verwacht dat hij zo sterk zou rijden.
Paul Lewis
Paul Lewis had adviezen gehad van oud-wereldkampioen Bill Lomas, die hem ook tijdens deze Grand Prix begeleidde. Lewis was al blij met zijn achtste startplaats, maar in de race - ook al vechtend om de achtste plaats - nam hij duidelijk te veel risico's en hij kwam ten val. 
Haas is het haasje
In de 19e ronde van de 500cc-race raakte Randy Mamola, net toen hij de leiding van Eddie Lawson had overgenomen, een overstekende haas. Mamola schrok er kennelijk van, want Lawson kwam meteen voorbij. De haas kwam terecht in de berm, juist op de plaats waar de gevallen Leandro Becheroni naar de race stond te kijken. Becheroni nam de dode haas mee en bood hem na de race aan Lawson en Mamola aan. 
Handkracht
Zijspancoureur Theo van Kempen miste een training doordat een keurmeester zo hard aan zijn remhendel had gerukt dat het afbrak. 
Vrienden
Het gevecht tussen Egbert Streuer/Bernard Schnieders en Rolf Biland/Kurt Waltisperg was spectaculair, maar geen moment gevaarlijk. De beide combinaties hadden er zelfs van genoten. Ze kenden elkaar goed en wisten van elkaar dat er geen domme dingen zouden gebeuren. 
1977 · 1978 · 1979 · 1980 · 1981 · 1982 · 1983 · 1984 · 1985 · 1986 · 1987 · 1988 · 1989 · 1990 · 1991 · 1992 · 1993 · 1994 · 1995 · 1996 · 1997 · 1998 · 1999 · 2000 · 2001 · 2002 · 2003 · 2004 · 2005 · 2006 · 2007 · 2008 · 2009 · 2010 · 2011 · 2012 · 2013 · 2014 · 2015 · 2016 · 2017 · 2018 · 2019 · 2021 · 2022 · 2023 · 2024 · 2025